# Nepenthes eymae
Nepenthes eymae Sh.Kurata, 1984 è una pianta carnivora della famiglia Nepenthaceae, endemica di Sulawesi, dove cresce a 1000–2000 m.

## Conservazione
La Lista rossa IUCN classifica Nepenthes eymae come specie a rischio minimo (Least Concern).